# Mongol sivatagipinty
A mongol sivatagipinty (Bucanetes mongolicus) a madarak osztályának a  verébalakúak (Passeriformes) rendjébe és a pintyfélék (Fringillidae) családjába tartozó faj.

## Rendszerezése
A fajt  Robert Swinhoe angol ornitológus írta le 1870-ben, a Carpodacus nembe Carpodacus mongolicus néven. Sorolják az Eremopsaltria nembe Eremopsaltria mongolica néven, de  a Rhodopechys nembe is Rhodopechys mongolica néven.

## Előfordulása
Törökország, Afganisztán, Tádzsikisztán, Kazahsztán, Örményország, Üzbegisztán, India, Irán, Mongólia, Kína és Nepál területén honos. A természetes élőhelye mérsékelt övi sivatagok és legelők.

## Megjelenése
Testhossza 14-15 centiméter, testtömege 18-26 gramm.

## Életmódja
Többnyire magvakkal, hajtásokkal és rügyekkel táplálkozik.
|  |

## Természetvédelmi helyzete
Az elterjedési területe rendkívül nagy, egyedszáma pedig stabil. A Természetvédelmi Világszövetség Vörös listáján nem fenyegetett fajként szerepel.